# Schwelle (Salzkotten)

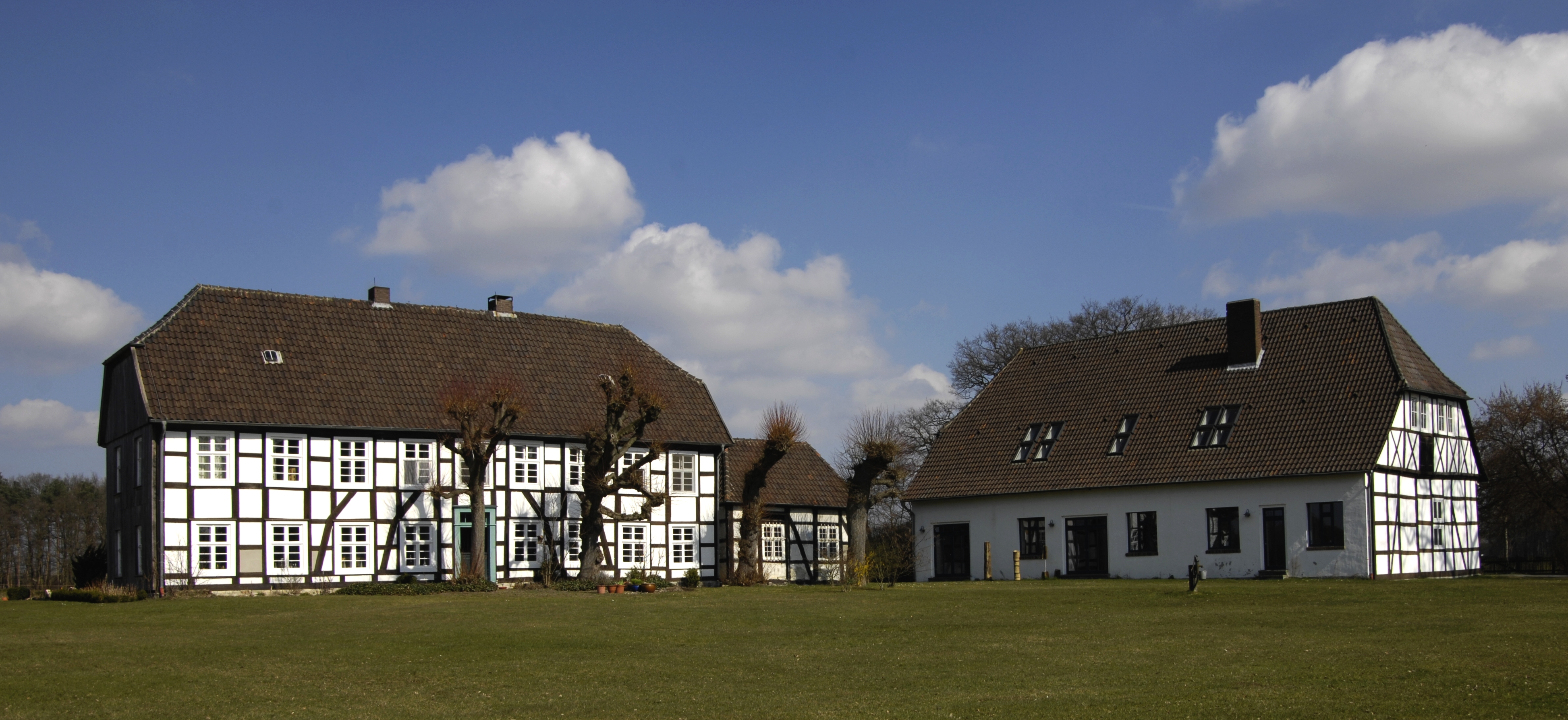
Gut Winkhausen

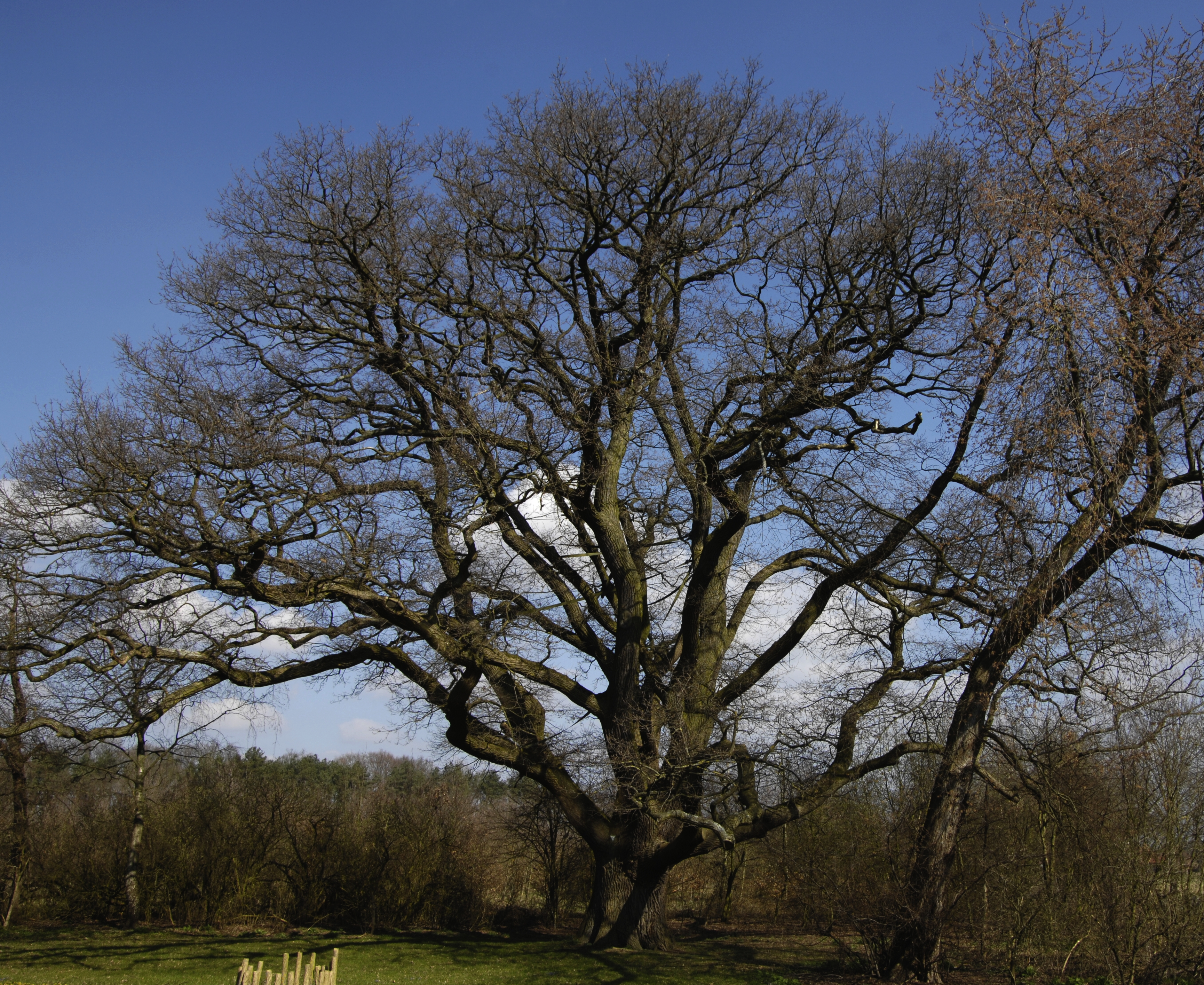
Riesige alte Eiche am Gut Winkhausen

Schwelle ist eine für die Gegend um die Lippe typische Streusiedlung, die auf dem Stadtgebiet von Salzkotten im Kreis Paderborn liegt und zum Bürener Land und dem Hochstift Paderborn (Region) zählt. Der Ort hat 653 Einwohner (Stand 31. Dezember 2022).

## Geographie

### Geographische Lage
Schwelle war Teil des Entenschnabels des Altkreises Büren und liegt in der Lippeniederung, nach der heute meist benutzten Einteilung im Handbuch der naturräumlichen Gliederung Deutschlands in der Untereinheit 540.20 Obere Lippetalung, die zu der Teileinheit 540.2 Ostmünsterländer Sande, der Haupteinheit 540 Ostmünsterland und der Haupteinheitengruppe 54 Westfälische Bucht gehört.

### Gewässer
Die Lippe bildet die Nordgrenze der Gemarkung des Ortes, in die hier nordöstlich von Schwelle auf einer Höhe von 83 m ü. NHN die von Verne kommende Heder mündet.

### Nachbarorte
Beginnend im Norden grenzt Schwelle an den Delbrücker Ortsteil Boke sowie die Salzkottener Ortsteile Thüle, Verne, Verlar und Mantinghausen. Diese Ortschaften gehören alle dem Kreis Paderborn an.

### Geologie
Im Bereich der Lippeniederung entstanden in der Kreidezeit Kalk- und Mergelstein als Sediment in Meeren. In der Eiszeit entstanden dann unter Gletschern und Inlandeis Grundmoränen, die hier über den genannten Gesteinen als Geschiebemergel und Kies erscheinen.
Darüber wurden durch die Lippe zusätzlich Sand und Kies aus der Senne herangeführt und abgelagert. Im Bereich von Flüssen und Bächen kam es auch zu alluvialen Ablagerungen und auch die Moore entstanden im Holozän. Durch den Wind wurde der Sand zu Dünen geformt, die heute weitgehend abgebaut sind. Aus den Sanden entstand Podsol, bei dem eine Ortsteinschicht das Wurzelwachstum behindert. Im Bereich der Lippeaue entstanden durch Ablagerung von Schwebstoffen Auenlehme.

### Klima
Schwelle gehört wie Ostwestfalen-Lippe insgesamt zum ozeanischen Klimabereich Nordwestdeutschlands, dem es geringe Temperaturgegensätze und milde Winter verdankt. Allerdings sind schon kontinentale Einflüsse wirksam. So liegt die Temperatur im Sommer höher und die Nächte sind kühler als in größerer Nähe zur Küste. An der Abmilderung der Niederschlagsmenge und der höheren Zahl an Sonnentagen sind allerdings auch die umliegenden Mittelgebirge beteiligt.

### Ortschaftsgliederung
Der Ort besteht aus den drei kleinen Siedlungen Holsen, Schwelle und Winkhausen.

## Geschichte

### Ortsnamen
Als erste der drei Ortschaften wurde Holsen 1101 als „Holthus“ erwähnt. Diese Zuordnung gilt aufgrund der vielen Holthusen-Orte nicht als sicher. 1311 nennt eine zweite Erwähnung den Ort als „Sweldeholthusen“. Durch die Hinzufügung des Namens von Schwelle ist diese Erwähnung sicher Holsen zuzuordnen. Der Name wird als 'bei den im Wald gelegenen Häusern' beschrieben.
Schwelle wurde zuerst 1256 als „Suelethe“ erwähnt. Der Name wird als 'an Wasserflut reicher Ort', 'an Schwalben reicher Ort' oder 'an Brand(rodung) reicher Ort' interpretiert. Die erste Möglichkeit gilt als wahrscheinlichste. Die Erklärung des zweiten Teils als Hinweis auf Heide ist veraltet.
Winkhausen wurde zuerst im frühen 13. Jahrhundert als „curia Widinchusen“, „Withinkeshus“ und „Winkehus“ (sic) erwähnt. Die ehemals als Ersterwähnung geltende Nennung von 1297 wird heute auf Ünninghausen bei Lippstadt bezogen. Der Name wird als 'bei den Häusern der Leute/Angehörigen des Wido oder Wîdo' gedeutet. 'Curia' bedeutet 'Hof'.
Der Volksmund bezeichnet die drei Siedlungen auch als 'Die Vereinigten Staaten'.

### Neuzeit
Schwelle gehörte bis zu den Napoleonischen Kriegen zum Küchenamt Boke im Hochstift Paderborn. Während der Franzosenzeit gehörte die Gemeinde Schwelle von 1807 bis 1813 zum Kanton Ringboke des Departements der Fulda im Königreich Westphalen. Bis zur Bauernbefreiung 1810 waren die Bauern den Familien von Alten, von Hörde und dem Paderborner Domkapitel unterworfen. Zu dieser Zeit gehörten die Bewohner der Siedlungen kirchlich zur Pfarrgemeinde St. Landolinus Boke. Im Jahre 1810 wurde die erste Kapelle in Holsen errichtet. Wenige Jahre zuvor war eine Volksschule errichtet worden, diese bestand bis in das Jahr 1968.
Schwelle wurde 1815 in die preußische Provinz Westfalen eingegliedert und kam 1816 zum neuen Kreis Büren. Aus dem Kanton Ringboke wurde im Kreis Büren das Amt Boke, das in den 1930er Jahren im Amt Salzkotten-Boke aufging.
Im Zweiten Weltkrieg war der polnische Jude Jakob Lederman Zwangsarbeiter auf dem Bauernhof von Heinrich und Katharina Flottmeier in Holsen. Er nannte sich „Tadek“, gab sich als Katholik aus und besuchte zur Tarnung sonntags den Gottesdienst in der örtlichen Kirche St. Philipp Neri. Die Familie Flottmeier wusste um seine wahre Identität, schützte und rettete ihn.
Am 1. Januar 1975 wurde die Gemeinde Schwelle durch das Sauerland/Paderborn-Gesetz vom 5. November 1974 nach Salzkotten eingemeindet; gleichzeitig kam die Stadt Salzkotten zum Kreis Paderborn. Das Amt Salzkotten-Boke wurde aufgelöst, da die Städte und Gemeinden jetzt den Kreisen direkt untergeordnet sind. Schwelle ist heute ein Stadtteil Salzkottens und der von den Bürgern gewählte Stadtrat wählt für die Stadtteile Ortsvorsteher. Rechtsnachfolgerin des Amtes Salzkotten-Boke und der Gemeinde Schwelle ist die Stadt Salzkotten.

### Bevölkerungsentwicklung

Einwohnerentwicklung von 1818 bis 2015 nach nebenstehender Tabelle

| Jahr      | 1818 | 1831 | 1837 | 1843 | 1849 | 1852 | 1858 | 1867 | 1871 | 1885 | 1895 |
| Einwohner | 358  | 436  | 492  | 500  | 534  | 585  | 548  | 520  | 502  | 539  | 555  |

| Jahr      | 1905 | 1925 | 1933 | 1939 | 1946  | 1950  | 1957 | 1961 | 1965 | 1972 | 1975 |
| Einwohner | 562  | 550  | 568  | 536  | 783   | 733   | 627  | 567  | 568  | 560  | 546  |
|           |      |      |      |      |       |       |      |      |      |      |      |
| Jahr      | 1980 | 1985 | 1989 | 1995 | 2000  | 2005  | 2010 | 2015 |      |      |      |
| Einwohner | 586  | 621  | 628  | 665  | k. A. | k. A. | 656  | 645  |      |      |      |

## Sehenswürdigkeiten

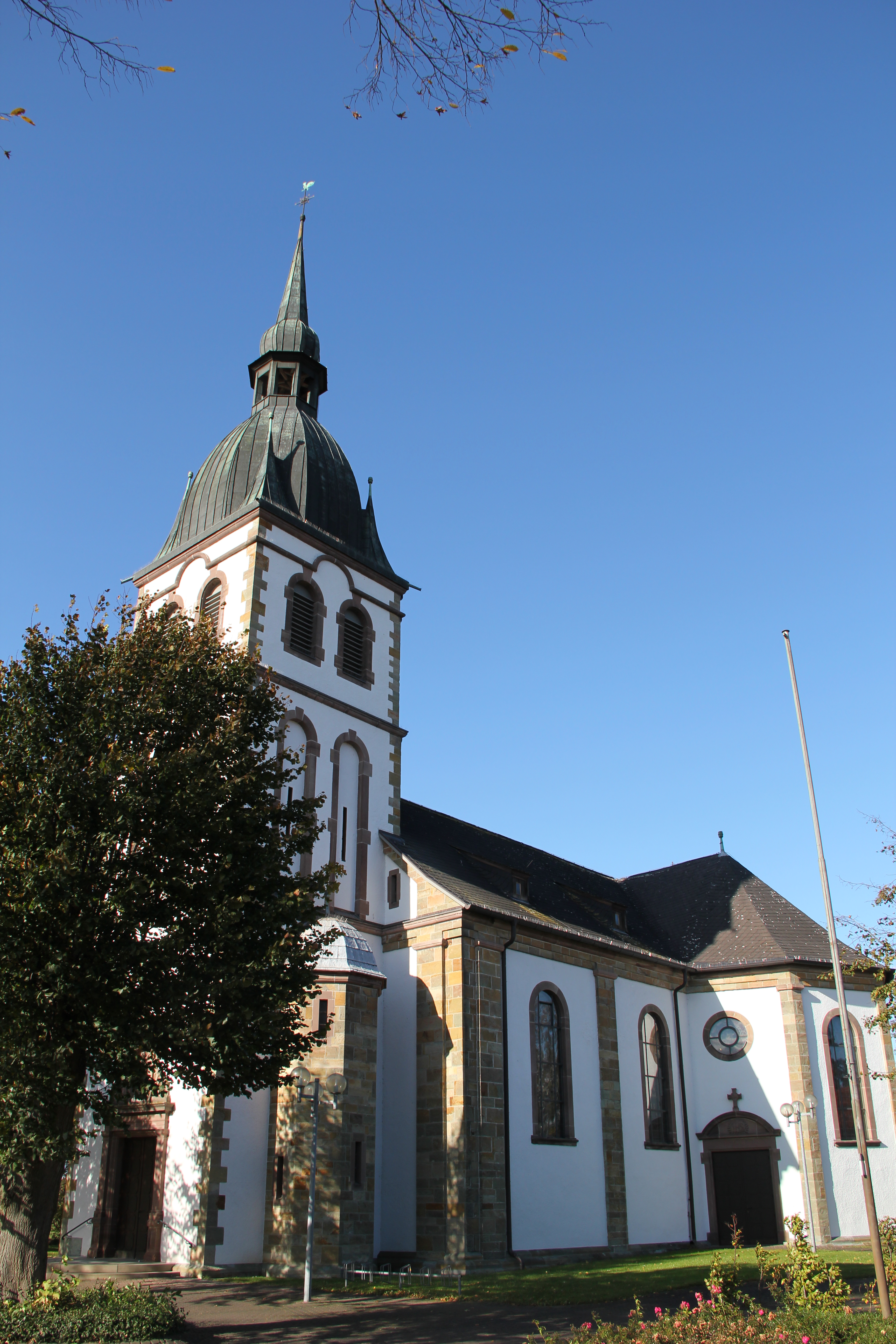
Sankt-Philippus-Neri-Kirche in Holsen

- Pfarrkirche St. Philippus Neri
- Gut Winkhausen

siehe auch Liste der Baudenkmäler in Salzkotten – Schwelle

## Wirtschaft und Infrastruktur

### Medien
Neben den im Artikel Salzkotten beschriebenen Medien sind heutzutage die Webseiten der Vereine und Institutionen, sowie die neuen Sozialen Medien zu nennen, durch die sich auch im ländlichen Raum Absprachen, Informationsvermittlung und Kommunikation vereinfachen.

### Verkehr
- Nächster Flughafen ist der Flughafen Paderborn-Lippstadt in Ahden. Er ist etwa 30 Minuten Fahrzeit mit dem PKW von Schwelle entfernt.[24]
- Bahnanbindung: Der nächste Bahnhof liegt in Salzkotten. Er liegt an der Bahnstrecke Hamm–Warburg und ist etwa 10 Minuten Fahrtzeit von Schwelle entfernt. Der nächste Hauptbahnhof befindet sich in Paderborn und ist etwa 30 Minuten Fahrtzeit von Schwelle entfernt.[25]
- Busanbindung: Schwelle gehört zum Nahverkehrsverbund Paderborn-Höxter, der dem Westfalentarif (WT) angeschlossen ist. Busse der Linien Sk2 Salzkotten-Verne-Enkhausen-Holsen-Verlar-Mantinghausen, 492 Salzkotten-Verne-Enkhausen-Holsen-Winkhausen-Verlar-Mantinghausen und 540 Geseke-Verlar-Verne-Thüle-Mantinghausen-Boke-Holsen bedienen den Ort.[26]
- Straßenverbindung: Die Landstraße 549 verbindet Schwelle mit Geseke und über die L676 mit der B1 (Dortmund–Paderborn–Hameln), Lippstadt und Salzkotten, sowie dem Flughafen Paderborn-Lippstadt, dem Nachbarort Boke und weiter mit Delbrück und der B64 (Münster–Paderborn–Höxter).[27]
- Nächste Autobahnanschlüsse sind die Anschlussstelle Paderborn-Elsen an der A33 (Osnabrück–Bielefeld–Brilon) und die Anschlussstelle Büren an der A44 (Aachen–Dortmund–Kassel–Herleshausen).[28]